# S/2007 (148780) 1
S/2007 (148780) 1[réf. nécessaire] est un satellite naturel de l'objet transneptunien (148780) Altjira. Il a été découvert en mars 2007 et a une taille comparable à celle de son  primaire : S/2007 (148780) 1 a un diamètre d'environ 140 kilomètres alors qu'Altjira en mesure 218. La paire d'objets est située dans la ceinture de Kuiper. L'orbite du couple a un demi-grand axe de 9 904 ± 56 kilomètres, une période de 23 jours, une excentricité de 0,3445 ± 0,0045 et une inclinaison de 35,19 ± 0,19° (rétrograde).